# FernUniversität Hagen
A FernUniversität foi criada em 1974 na cidade de Hagen, Alemanha. Peters foi o fundador e o primeiro reitor da FernUniversität. A instituição oferece cursos a distância através de 60 centros de estudos na Alemanha e em outros países.